# La Guérison américaine

La Guérison américaine (The Healing Nightmare) est une pièce de théâtre du dramaturge anglais James Saunders, parue en 1977.
Elle a été créée en en français en 1984 au théâtre La Bruyère par Laurent Terzieff et tournée pour FR3 Marseille en 1986, avec Laurent Terzieff, Raymond Acquaviva, Pascale de Boysson et Francine Walter. La pièce a été adaptée par Stéphane Bertin.

## Résumé
L'auteur y met en scène deux couples d'amis, qui, dans un premier temps et sous forme de monologues, nous décrivent chacun la relation qu'ils éprouvaient les uns envers les autres et en particulier la relation que chacun des hommes avait eu avec la femme de l'autre. Cette relation a conduit l'un des deux couples à s'exiler aux USA où il a suivi une thérapie censée le remettre en phase avec lui-même. Plusieurs années plus tard, à son retour en Angleterre, il est invité à diner chez les anciens amis qui eux n'ont pas suivi de thérapie.